# Zona autônoma permanente
Uma zona autônoma permanente (PAZ do inglês Permanent Autonomous Zone) é uma comunidade que é autônoma em relação ao Estado geralmente reconhecido ou à estrutura de autoridade na qual está inserida. As PAZs não são controladas por nenhum governo (ou reconhecidas por outros governos).

## Aplicações
A frase zona autônoma permanente foi aplicada a grupos como:
- Um centro comunitário autônomo e administrado coletivamente
- Um espaço de convivência da comunidade: comunas, ocupações, aldeias autossustentáveis, casas na árvore
- Escolas independentes e/ou escolas gratuitas, centros de auto-educação
- Uma horta comunitária ou espaço verde, esforços para preservar a natureza
- Uma organização de notícias não autoritária, editora, estação de rádio pirata ou de baixa potência, infoshop, provedor de serviços de Internet ou outro grupo sem fins lucrativos que fornece um serviço à comunidade
- Organizações ou redes administradas coletivamente que promovem princípios não hierárquicos e autonomia localizada
- Qualquer espaço contínuo, grupo, cooperação ou esforço individual acessível a uma comunidade que se baseia em princípios antiautoritários e autonomia dentro de uma comunidade igualitária.

## Exemplos
| Zona                                 | Início | Término      | Cidade                 | País           | Anotações |
| ------------------------------------ | ------ | ------------ | ---------------------- | -------------- | --- |
| Cidade murada de Kowloon             | 1987   | 1989         | Hong Kong              | China          | |
| Freetown Christiania                 | 1971   | em andamento | Copenhagen             | Dinamarca      | Um bairro parcialmente autônomo na cidade de Copenhagen, Dinamarca, que estabeleceu o status semilegal como uma comunidade independente. |
| Zone to Defend                       | 2020   | em andamento | Notre-Dame-des-Landes  | França         | O ZAD (em francês: zone à défendre) é uma ocupação militante que visa bloquear fisicamente um projeto de desenvolvimento, nomeadamente o localizado na comuna de Notre-Dame-des-Landes, na França. |
| Comuna de Paris                      | 1870   | 1871         | Paris                  | França         | Bem como contrapartes de curta duração declarados em outras cidades francesas em 1870-71. |
| Auroville                            | 1968   | em andamento |                        | Índia          | Uma comunidade intencional. |
| Shinmin Prefecture                   | 1929   | 1931         |                        | Manchuria      | Nas fronteiras da Coreia. |
| Rebel Zapatista                      | 1994   | em andamento | Chiapas                | México         | As comunidades zapatistas independentes (MAREZ de seu nome em espanhol). Fundadas após o levante zapatista de 1994, essas comunidades operam, na prática, fora da lei mexicana. Eles são governados internamente por "Conselhos de Bom Governo" compostos por membros da comunidade e também muitas vezes por assembleias gerais semanais abertas a todos os membros da comunidade. Cada comunidade também envia delegados a um conselho regional para relatar as decisões tomadas em suas respectivas comunidades. |
| Catalunha Revolucionária             | 1936   | 1939         |                        | Espanha        | |
| Rojava Revolution                    | 2012   | em andamento |                        | Síria          | Uma revolução social em curso no norte da Síria baseada na autonomia regional e influenciada pelos princípios anarco-comunistas, como exemplificado pela Federação Democrática do Norte da Síria. |
| Território Livre                     | 1918   | 1921         |                        | Ucrânia        | O Território Livre da Ucrânia (Makhnovia). |
| Free Derry                           | 1969   | 1972         | Irlanda do Norte       | Reino Unido    | |
| Dreamtime Village                    | 1990   | em andamento |                        | Estados Unidos | Um projeto de ecovila de permacultura hipermídia no sudoeste de Wisconsin. |
| Black Bear Ranch                     | 1968   | em andamento | Califórnia             | Estados Unidos | Uma comunidade intencional governada por consenso na Floresta Nacional de Siskiyou, no norte da Califórnia. |
| Capitol Hill                         | 2020   | 2020         | Seattle, Washington    | Estados Unidos | Junho-Julho de 2020 |
| Red House                            | 2020   | em andamento | Portland, Oregon       | Estados Unidos | Um protesto-ocupação com o objetivo de conseguir de volta a casa de família despejada. Os manifestantes barricaram a casa e a rua ao redor. |
| Zona autônoma de George Floyd Square | 2020   | em andamento | Minneapolis, Minnesota | Estados Unidos | O local do assassinato de George Floyd. Foi barricado. |
| Orisha Land                          | 2021   | 2021         | Austin, Texas          | Estados Unidos | Uma zona autônoma reivindicada pelo grupo ativista 400+1. Seu centro é Rosewood Park, que foi renomeado para "Jordan's Place" em memória do tiro fatal de Jordan Walton. Iniciou em 14 de fevereiro e terminou quase 1 mês depois, em 11 de março. |